# شهرستان مدیسون (میسیسیپی)
شهرستان مدیسون، میسیسیپی (به انگلیسی: Madison County, Mississippi) یک سکونتگاه مسکونی در ایالات متحده آمریکا است که در ایالت میسیسیپی واقع شده‌است.